# Carl Gustaf Cedercreutz
Carl Gustaf Cedercreutz, född 17 mars 1706 på Larsbo bruk i Söderbärke socken, död 13 januari 1775 i Ludvika, var en svensk kammarherre hos kung Adolf Fredrik och bruksherre.
Han var son till Jonas Folkern och Christina Börstelia (1663–1719) samt från 1731 gift med Beata Christina De Geer (1708–1773) som var dotter till brukspatronen på Godegårds bruk Jean De Geer (1675–1740). Makarna fick fem barn där sonen Johan Axel (1732–1796) kom att föra brukstraditionen vidare.
Cedercreutz blev student vid Uppsala universitet 1718 och var därefter verksam som kammarherre och bruksherre på Ludvika bruk 1727–1775. Under Carl Gustaf Cedercreutz ledning av Ludvika bruk konsoliderades verksamheten och man drog sig ur koppar- och silverhanteringen i Silvbergsområdet. Egendomen utvidgades 1763–1764 genom inköp av Sunnansjö gård med herrgården och underlydande hemman, kvarnar och andelar i en hytta och hammare i och med att han 1762 köpte upp kronobefallningsmannen Zacharias Pomps andelar av Sunnansjö bruk. Den nyinköpta Sunnansjödelen blev säte för Ludvika bruks lokalförvaltning och fick en egen inspektor. Cedercreutz bidrog ekonomiskt till uppförandet av Ludvika kyrka som invigdes 1752. Till hans höjdpunkter hör att bruket besöktes av kronprins Gustaf 1768.